# Arrondissement Oostende
Het arrondissement Oostende is een van de acht arrondissementen van de provincie West-Vlaanderen in België. Het arrondissement heeft een oppervlakte van 304,60 km² en telde 160.633 inwoners op 1 januari 2025.
Het arrondissement is enkel een bestuurlijk arrondissement. Gerechtelijk maakt het deel uit van het gerechtelijk arrondissement West-Vlaanderen.
Tot 2006 was dit arrondissement ook een afzonderlijk kiesarrondissement. Sinds 2012 behoort het tot het kiesarrondissement Oostende-Veurne-Diksmuide.

## Geschiedenis
Het arrondissement Oostende ontstond in 1818 door afscheiding van de kantons Gistel en Oostende van het arrondissement Brugge en enkele gemeenten van het arrondissement Veurne.
In 1823 werden de gemeenten die van het arrondissement Veurne kwamen terug afgestaan met het oog op de vorming van het nieuwe arrondissement Diksmuide.
In 1949 werden een kleine gebiedsdelen van Westende en Lombardsijde afgestaan aan het arrondissement Veurne.
In 1971 werd de toenmalige gemeente Zande afgestaan aan het arrondissement Diksmuide en een klein gebiedsdeel van Westende aan het arrondissement Veurne.
In 1977 werd de toenmalige opgeheven gemeente Wenduine van het arrondissement Brugge aangehecht en werd nogmaals een gebiedsdeel van Westende afgestaan aan het arrondissement Veurne. Ook met het arrondissement Brugge werden er kleinere gebieden uitgewisseld.

## Administratieve indeling

### Structuur

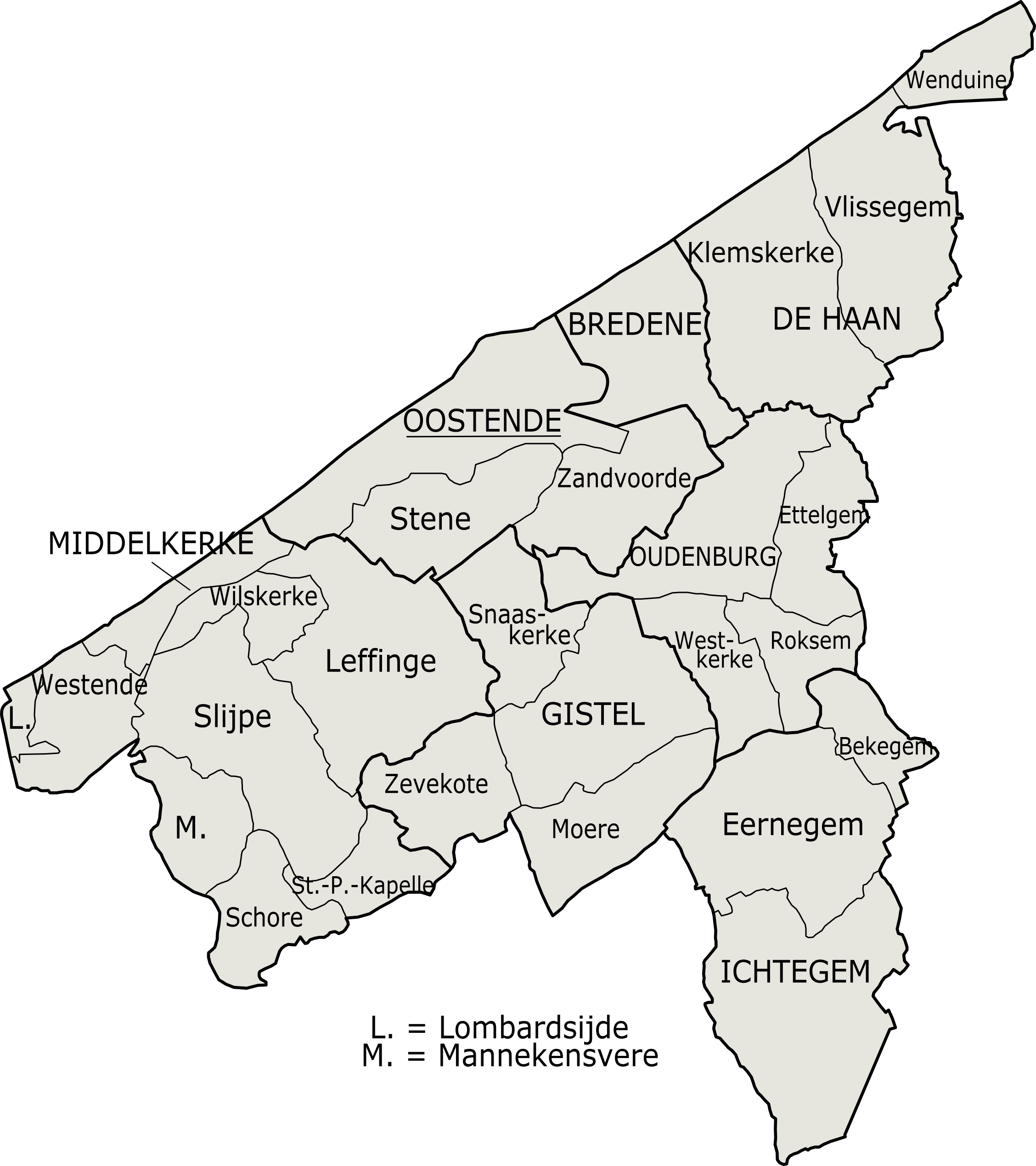
Kaart gemeenten en deelgemeenten in arrondissement Oostende

| Oostende         | Oostende         | Supranationaal         | Nationaal                         | Nationaal                 | Gemeenschap               | Gewest                    | Provincie                 | Arrondissement            | Provinciedistrict | Kanton          | Gemeente        | District         |
| ---------------- | ---------------- | ---------------------- | --------------------------------- | ------------------------- | ------------------------- | ------------------------- | ------------------------- | ------------------------- | ----------------- | --------------- | --------------- | ---------------- |
| Administratief   | Niveau           | Europese Unie          | België                            | België                    | Vlaanderen                | Vlaanderen                | West-Vlaanderen           | Oostende                  | Oostende          | Oostende        | 7               | -                |
| Administratief   | Bestuur          | Europese Commissie     | Belgische regering                | Belgische regering        | Vlaamse regering          | Vlaamse regering          | Deputatie                 | Deputatie                 | Deputatie         | Deputatie       | Gemeentebestuur | Districtscollege |
| Administratief   | Raad             | Europees Parlement     | Kamer van volksvertegenwoordigers | Vlaams Parlement          | Vlaams Parlement          | Vlaams Parlement          | Provincieraad             | Provincieraad             | Provincieraad     | Provincieraad   | Gemeenteraad    | Districtsraad    |
| Kiesomschrijving | Kiesomschrijving | Nederlands Kiescollege | Nederlands Kiescollege            | Kieskring West-Vlaanderen | Kieskring West-Vlaanderen | Kieskring West-Vlaanderen | Oostende-Veurne-Diksmuide | Oostende-Veurne-Diksmuide | Oostende          | Gistel Oostende | 7               | -                |
| Verkiezing       | Verkiezing       | Europese               | Federale                          | Federale                  | Vlaamse                   | Vlaamse                   | Provincieraads-           | Provincieraads-           | Provincieraads-   | Provincieraads- | Gemeenteraads-  | Districtsraads-  |

Gemeenten:
- Bredene
- De Haan
- Gistel (stad)
- Ichtegem
- Middelkerke
- Oostende (stad)
- Oudenburg (stad)

Deelgemeenten:
| - Bekegem - Bredene - Eernegem - Ettelgem - Gistel - Ichtegem - Klemskerke - Leffinge - Lombardsijde |

| - Mannekensvere - Middelkerke - Moere - Oostende - Oudenburg - Roksem - Schore - Sint-Pieters-Kapelle - Slijpe |

| - Snaaskerke - Stene - Vlissegem - Wenduine - Westende - Westkerke - Wilskerke - Zandvoorde - Zevekote |

## Demografie

### Demografische evolutie
- Bron:NIS - Opm:1830 t/m 1980=volkstellingen; vanaf 1990= inwoneraantal per 1 januari

| Inwoners van jaar tot jaar op 1 januari 1992 tot heden | Inwoners van jaar tot jaar op 1 januari 1992 tot heden | Inwoners van jaar tot jaar op 1 januari 1992 tot heden |
| Jaar                                                   | Aantal                                                 | Evolutie: 1992=index 100                               |
| ------------------------------------------------------ | ------------------------------------------------------ | ------------------------------------------------------ |
| 1992                                                   | 138.968                                                | 100,0                                                  |
| 1993                                                   | 139.936                                                | 100,7                                                  |
| 1994                                                   | 140.683                                                | 101,2                                                  |
| 1995                                                   | 141.135                                                | 101,6                                                  |
| 1996                                                   | 141.153                                                | 101,6                                                  |
| 1997                                                   | 141.353                                                | 101,7                                                  |
| 1998                                                   | 141.586                                                | 101,9                                                  |
| 1999                                                   | 141.756                                                | 102,0                                                  |
| 2000                                                   | 142.430                                                | 102,5                                                  |
| 2001                                                   | 142.946                                                | 102,9                                                  |
| 2002                                                   | 143.899                                                | 103,5                                                  |
| 2003                                                   | 144.903                                                | 104,3                                                  |
| 2004                                                   | 145.701                                                | 104,8                                                  |
| 2005                                                   | 146.496                                                | 105,4                                                  |
| 2006                                                   | 147.292                                                | 106,0                                                  |
| 2007                                                   | 148.325                                                | 106,7                                                  |
| 2008                                                   | 149.215                                                | 107,4                                                  |
| 2009                                                   | 150.291                                                | 108,1                                                  |
| 2010                                                   | 150.841                                                | 108,5                                                  |
| 2011                                                   | 152.210                                                | 109,5                                                  |
| 2012                                                   | 153.105                                                | 110,2                                                  |
| 2013                                                   | 153.203                                                | 110,2                                                  |
| 2014                                                   | 153.962                                                | 110,8                                                  |
| 2015                                                   | 154.577                                                | 111,2                                                  |
| 2016                                                   | 154.919                                                | 111,5                                                  |
| 2017                                                   | 155.717                                                | 112,1                                                  |
| 2018                                                   | 156.468                                                | 112,6                                                  |
| 2019                                                   | 157.200                                                | 113,1                                                  |
| 2020                                                   | 157.780                                                | 113,5                                                  |
| 2021                                                   | 158.153                                                | 113,8                                                  |
| 2022                                                   | 158.149                                                | 113,8                                                  |
| 2023                                                   | 159.324                                                | 114,6                                                  |
| 2024                                                   | 160.032                                                | 115,2                                                  |
| 2025                                                   | 160.633                                                | 115,6                                                  |

## Economie

### Sociaal overleg
Op arrondissementsniveau zijn er twee overlegorganen tussen werkgevers- en werknemersorganisaties: de Sociaal-Economische Raad van de Regio (SERR) en het Regionaal Economisch Sociaal Overlegcomité (RESOC). De SERR Oostende is bipartiet samengesteld en de RESOC Oostende tripartiet, dit wil zeggen dat er ook vertegenwoordigers van de gemeenten en provincies aan deelnemen. Het bevoegdheidsgebied van de RESOC Oostende en de SERR Oostende komt overeen met de oppervlakte van het arrondissement. Beide overlegorganen komen op regelmatige basis samen.
RESOC Oostende heeft onder meer de bevoegdheid om het streekpact op te stellen, dit is een strategische visie op de sociaaleconomische ontwikkeling van de streek met een duur van zes jaar. Daarnaast kunnen steden, gemeenten en de Vlaamse Regering het orgaan om advies vragen over sociaaleconomische kwesties. De twee voornaamste beleidsterreinen van het RESOC zijn economie en werkgelegenheid. RESOC Oostende is samengesteld uit 8 vertegenwoordigers van de lokale werknemersorganisaties (ABVV, ACV en ACLVB), 8 vertegenwoordigers van de werkgeversorganisaties (Voka, UniZO, Boerenbond en Verso) en ten slotte 4 vertegenwoordigers van de gemeenten en 4 voor de provincie. Daarnaast kan RESOC Oostende autonoom beslissen om bijkomende organisaties of personen uit te nodigen. Voorzitter van RESOC Oostende is Bart Bronders
SERR Oostende heeft als belangrijkste taak de verschillende overheden te adviseren over hun werkgelegenheidsinitiatieven voor de eigen streek. Daarnaast houdt de raad in de gaten hoe de werkgelegenheid zich ontwikkelt in de regio, met specifieke aandacht voor kansarme groepen.
Beide overlegorganen worden overkoepeld door het Erkend Regionaal Samenwerkingsverband (ERSV), een juridische hulpstructuur op provinciaal niveau, die verantwoordelijk is voor het personeels- en financiële beheer van de verschillende SERR's en RESOC's binnen de provincie West-Vlaanderen.
Aalst · Aarlen · Aat · Antwerpen · Bastenaken · Bergen · Borgworm · Brugge · Brussel-Hoofdstad · Charleroi · Dendermonde · Diksmuide · Dinant · Doornik-Moeskroen · Eeklo · Gent · Halle-Vilvoorde · Hasselt · Hoei · Ieper · Kortrijk · La Louvière · Leuven · Luik · Maaseik · Marche-en-Famenne · Mechelen · Namen · Neufchâteau · Nijvel · Oostende · Oudenaarde · Philippeville · Roeselare · Sint-Niklaas · Thuin · Tielt · Tongeren · Turnhout · Verviers · Veurne · Virton · Zinnik